# 比德爾縣 (南達科他州)
比德爾縣（英語：Beadle County）是美国南达科他州東部的一個縣。面積3,276平方公里。根据美國2000年人口普查，共有人口17,023人。縣治休倫 （Huron）。該縣成立於1879年2月22日，縣政府成立於1880年7月9日。縣名紀念南達科他州立師範學院校長威廉·亨利·哈里森·比德爾。